# Southern California Logistics Airport
Southern California Logistics Airport (SCLA) is een civiele luchthaven gelegen op 8 kilometer ten noordwesten van Victorville in Californië, en net ten oosten van Adelanto. Het is een voormalige vliegbasis van de United States Air Force, die in 1992 werd gesloten. Voordien was het de George Air Force Base.
De luchthaven is gericht op vrachtverkeer. De 4,5 km lange landingsbaan 17/35 is een van de langste op een civiele luchthaven. Naast de luchthaven bevindt zich het Southern California Logistics Centre, een logistiek centrum voor opslag en distributie van goederen. Samen met het geplande Southern California Rail Complex moet het geheel een groot knooppunt worden voor multimodaal goederenvervoer over land, per spoor en in de lucht onder de naam Global Access.

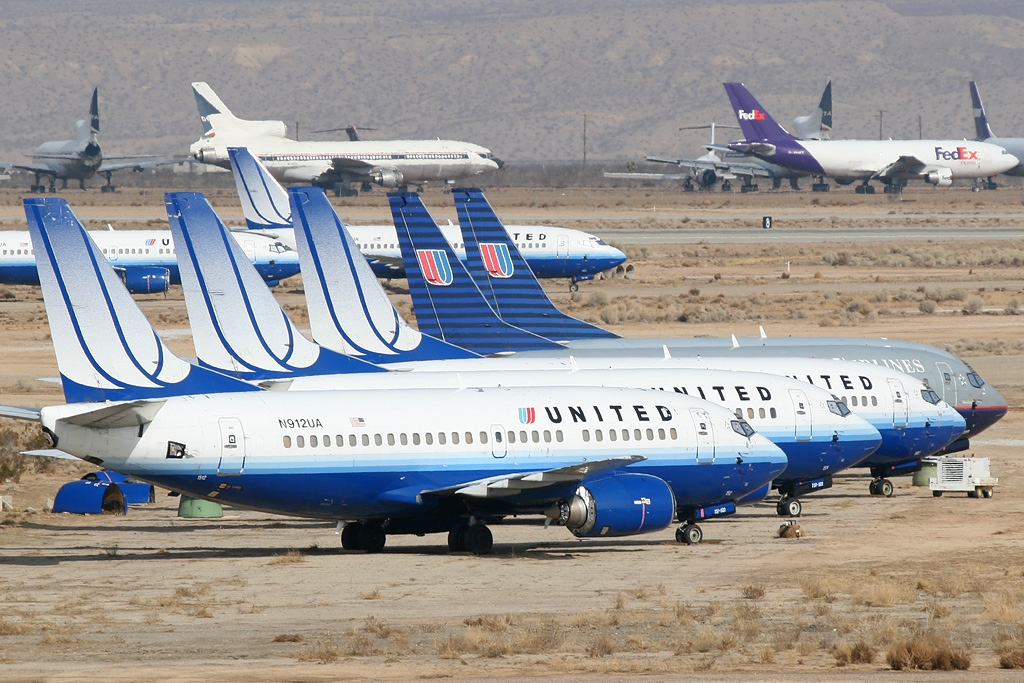
Opgeslagen vliegtuigen

Een van de bedrijven op de luchthaven is Southern California Aviation, dat tijdelijke opslag en onderhoud aanbiedt voor verkeersvliegtuigen. Meer dan driehonderd vliegtuigen kunnen hier in het droge woestijnklimaat lange tijd in de open lucht staan. Luchtvaartmaatschappijen brengen hier toestellen die voorlopig of definitief uit dienst zijn genomen naartoe in afwachting dat ze verkocht worden of, als dat niet lukt, ontmanteld.